# نوکیا ۷۶۱۰
نوکیا ۷۶۱۰ یک‌نمونه از گوشی‌های تلفن همراه سری ۷۰۰۰ شرکت نوکیا می‌باشد که توسط همین شرکت در سال ۲۰۰۲ به بازار عرضه شده‌است.
این گوشی دارای یک دوربین ۱ مگاپیکسلی است